# Целина (станция)
Целина — железнодорожная станция, расположенная в посёлке Целина Целинского района Ростовской области на однопутной неэлектрифицированной железнодорожной линии Батайск — Сальск.

## Деятельность станции
Станция Целина входит в состав Ростовского региона Северо-Кавказской железной дороги ОАО РЖД.
В хозяйстве станции имеются приемо-отправочные и подъездные пути. На станции производится погрузка и выгрузка различных грузов и материалов. Подъездные пути проведены к Целинскому элеватору и другим предприятиям Целинского района.
Через станцию курсируют грузовые поезда, в том числе сборные.
Пассажирские поезда дальнего следования в настоящее время не курсируют.
На станции имеется кирпичное одноэтажное здание железнодорожного вокзала, в котором также размещаются начальник станции и дежурный по станции.

## Пассажирское пригородное сообщение
По станции станции Целина курсируют 6 пассажирских поездов пригородного сообщения, которые связывают Целину со станциями Ростов-Главный, Сальск, Волгодонская, Куберле,куда уехали братья Черкасовы а также с промежуточными станциями и остановочными платформами по пути следования пригородных поездов.